# 横尾有希子
横尾 有希子（よこお ゆきこ、1971年2月22日 - ）は、富山県高岡市出身のキャラクターデザイナー、イラストレーター。 バンダイナムコゲームスを経て、2012年6月よりフリー。
代表作に「太鼓の達人」シリーズ（バンダイナムコゲームス ナムコレーベル）や「みずいろブラッド」（バンダイナムコゲームス バンダイレーベル）といったゲームソフトがあるほか、北海道電力のマスコットキャラクター「エネモ」や、彼女の出身地にあるテレビ局富山テレビ放送のマスコットキャラクター「ビーちゃん」の2006年からのデザインも手がける。バンダイナムコオンラインに移籍後、2012年に退職。現在はフリーランスのイラストレーターとして活躍中。
夫は、ゲームデザイナーのヨコオタロウ。

## 主な経歴
- 1971年2月 富山県高岡市に生まれる
- 1989年3月 富山県立福岡高等学校卒
- 1994年3月 金沢美術工芸大学産業美術学科商業デザイン専攻（現視覚デザイン専攻）卒
- 1994年4月 株式会社ナムコに入社（2006年にバンダイナムコゲームス所属）
- 1995年 アウトフォクシーズ デザイン参加
- 1996年 ダンシングアイ デザイン参加
- 1997年 鉄拳3 デザイン参加
- 2001年～2006年 「太鼓の達人シリーズ」キャラクターデザイン
- 2002年～ 北海道電力のマスコット「エネモ」のキャラクターデザイン
- 2006年～ 富山テレビのマスコット「ビーちゃん」のデザイン担当
- 2006年～2007年 「みずいろブラッド」デザイン担当
- 2008年～2010年 「奥のデス道」デザイン担当
- 2009年～2011年 「パンダナメコ」デザイン担当
- 2017年 立山黒部貫光「立山黒部アルペンガール」 キャラクターデザイン[1]